# 横带银口天竺鲷
横带银口天竺鲷（学名：Jaydia striata）又稱橫帶天竺鯛、條紋天竺鯛、宽条拟天竺鲷、宽条天竺鱼，為天竺鯛科银口天竺鲷属的其中一個種。
其种加词“striata”意为“有条纹的”。

## 分布
本魚分布於印度洋到西太平洋區，包括菲律賓、新幾內亞、台灣、越南、印尼等海域水深25至82公尺处。

## 特徵
本魚體延長而側扁，眼大，口大略下位。魚體呈銀白色，體具數條褐色橫帶，具發光器官，背鰭硬棘9枚；背鰭軟條8條，臀鰭硬棘2枚；背鰭軟條10枚，體長可達5.5公分。

## 生態
本魚棲息於沙泥底質海域或潟湖，白天躲藏於洞穴中，夜間出來覓食，屬肉食性，以多毛類或其他無脊椎動物為食。繁殖期時，雄魚具有口孵習性，卵約7日化成仔魚，由雄魚吐出，具短暫的仔魚飄浮期。